# Pulcinella (balletto)

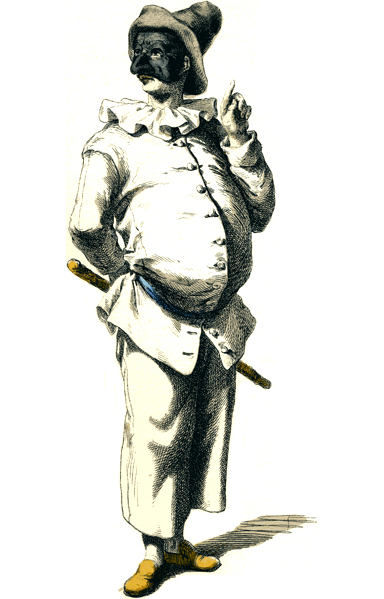
Maurice Sand, Pulcinella

Pulcinella è un balletto con canto in un atto scritto da Igor' Fëdorovič Stravinskij tra il 1919 e il 1920 su musiche di Giovanni Battista Pergolesi e altre all'epoca a lui attribuite; il titolo originale è «Ballet avec chant» Pulchinella (Musique d'après Pergolesi). È la prima importante opera del periodo neoclassico dell'autore.

## Storia
Sergej Djagilev, durante uno dei suoi viaggi in Italia, aveva scoperto al Conservatorio di Napoli parecchi manoscritti di musica incompiuta di Pergolesi; li aveva quindi fatti copiare e li unì ad altri reperiti al British Museum di Londra; egli aveva anche trovato alla Biblioteca Nazionale di Napoli degli abbozzi di commedie del 1700 che avevano tutte come protagonista Pulcinella. Rientrato a Parigi propose a Stravinskij di esaminare quelle musiche per riorchestrarle e realizzarne un balletto. Quando il compositore seppe che si trattava di Pergolesi, inizialmente rimase molto perplesso; del musicista di Jesi egli conosceva solo La serva padrona e lo Stabat Mater e non riteneva la sua musica adatta allo scopo; quando esaminò le partiture trovate da Djagilev ne rimase però affascinato e si convinse. L'impresario contattò anche Léonide Massine per la coreografia e Pablo Picasso per le scene, i costumi e il sipario.
Il successo già conseguito con Les femmes de bonne humeur su musiche di Domenico Scarlatti arrangiate da Vincenzo Tommasini e de La boutique fantasque su musiche di Gioachino Rossini adattate da Ottorino Respighi, faceva ben sperare Djagilev. Stravinskij suonò tutte le musiche di Pergolesi che aveva a disposizione e fece una scelta dei brani. L'intreccio della storia, basata sui canovacci trovati da Djagilev, fu realizzato da quest'ultimo unitamente a Massine e Stravinskij. La collaborazione fra i tre non fu semplice, ognuno cercava di imprimere all'opera modifiche secondo la propria personalità e spesso i disaccordi finivano in litigi burrascosi. Djagilev fece più volte cambiare a Picasso i costumi poiché non erano quelli da lui voluti. Stravinskij componeva come sempre al pianoforte e Massine realizzava su questa partitura i suoi passi che, essendo troppo enfatici, non avrebbero potuto in alcun modo adattarsi alle sonorità della piccola orchestra da camera della versione definitiva. Dopo infinite discussioni i tre vennero a capo dei problemi. Stravinskij terminò la partitura a Biarritz il 20 aprile 1920 e la prima rappresentazione avvenne a Parigi all'Opéra il 15 maggio 1920 con la direzione orchestrale di Ernest Ansermet. Interpreti principali furono Massine (Pulcinella), Tamara Karsavina (Pimpinella), Enrico Cecchetti (Dottore), Ljubov' Černyšëva (Prudenza), Vera Nemčinova (Rosetta), Sigmund Novak (Furbo), Stanislas Idzikowsky (Coviello), Nicholas Zverev (Florindo). Le parti cantate furono eseguite da Zoia Rosowska (soprano), Aurelio Anglada (tenore), Gino De Vecchi (basso).
Alla prima versione del 1920 Stravinskij fece seguire diverse suites orchestrali e strumentali. Nella prima, per orchestra,  del 1922, ridusse le parti da 18 a 8 ed eliminò totalmente le voci sostituendole con gli strumenti. Nel 1925 realizzò una nuova versione per violino e pianoforte con solo cinque movimenti. Nel 1932 scrisse la prima delle due Suite italienne per violoncello e pianoforte, in cinque movimenti, realizzata in collaborazione con il violoncellista Grigorij Pjatigorskij. L'anno seguente, questa volta con la collaborazione del violinista Samuel Dushkin, scrisse la seconda Suite italienne per violino e pianoforte in sei movimenti.

## Realizzazione scenica
"Lo spettacolo di Pulcinella è di quelli, e sono rari, in cui tutto si regge e dove tutti gli elementi (soggetto, musica, coreografia, complesso decorativo) formano un tutto coerente e omogeneo". Le parole di Stravinskij indicano come, nonostante le traversie e i diverbi, il gruppo di artisti riunito da Djagilev portò a termine un'opera veramente notevole. Massine realizzò una delle sue più belle creazioni potendo esprimere al meglio le sue grandi doti di interprete brillante e immedesimandosi pienamente nello spirito del teatro napoletano. Egli costruì una coreografia in cui unì ai passi rigorosi della danza accademica, con fouettés en tournant e entrechats, interpretati da Rosetta e Prudenza, alle invenzioni folcloristiche paesane delle esibizioni di Pimpinella.
Le controversie fra Djagilev e Picasso non riguardarono solo i costumi, ma anche le scene ideate dal pittore; inizialmente esse non avevano corrispondenza con quelle immaginate dall'impresario che desiderava un'ambientazione caratteristica da Commedia dell'arte. Il primo bozzetto ideato da Picasso si basava su tre semplici colori, bianco, nero e blu, con il mare sullo sfondo e una serie di finti palchi ai due lati del palcoscenico. Dopo aver gettato per terra e calpestato i disegni di Picasso, Djagilev riuscì, con i suoi modi affascinanti, a far cambiare idea al pittore che realizzò una scena dai colori tipicamente mediterranei. Anche i costumi, inizialmente ispirati alle opere di Offenbach con parrucche e basettoni, divennero molto semplici, bianchi e gonfi con calze rosse per Pulcinella, e camicie rosse a righe con corsetti neri per le donne.

## Argomento
Pulcinella è una delle figure della Commedia dell'arte italiana; con Arlecchino, Brighella, Scapino e Scaramuccia appartiene al tipo del servitore comico e un po' sciocco, derivato dalla maschera di Zanni. Pulcinella, tipico personaggio del teatro napoletano, è di solito caratterizzato come un paesano non molto furbo, ma che a volte si dimostra anche intelligente e un po' rude; nel balletto predomina comunque l'elemento allegro e burlesco.
La partitura del Pulcinella di Stravinskij non contiene indicazioni riguardanti la scena e lo svolgimento dell'azione, ma è preceduta da un breve riassunto dell'argomento. I testi non sono legati direttamente all'azione del balletto, con la sola eccezione del terzetto finale che illustra la soluzione lieta della vicenda.

## Trama
Scena: una piazzetta di Napoli - case con balconi, arco di un portone.
Due cavalieri, Coviello e Florindo, cercano di conversare con Rosetta e Prudenza, due giovani a cui fanno la corte senza molto successo. Rosetta, figlia del Dottore, e Prudenza, figlia del vecchio Tartaglia, si affacciano al balcone e rovesciano sui poveri spasimanti delle brocche d'acqua. Entra in scena Pulcinella strimpellando un piccolo violino e si mette a ballare. Le due ragazze lo ascoltano e ne restano affascinate; Prudenza scende per corteggiarlo, ma Pulcinella si ritrae poiché il suo amore è tutto per Pimpinella; sopraggiunge anche Rosetta e, nonostante i rimproveri del padre, tenta anche lei di sedurre Pulcinella che finisce per baciarla. Pimpinella, che ha visto tutto, si indigna, ma alla fine cede alle lusinghe dell'innamorato. Coviello e Florindo, gelosi, aggrediscono a pugni il povero Pulcinella che, sfuggito ai soccorsi delle tre donne gelose l'una dell'altra, riceve un altro pesante colpo dai due cavalieri e si finge morto. La presunta salma di Pulcinella viene trasportata in piazza da quattro piccoli Pulcinella e compianta da tutti in maniera solenne; uno strano Mago afferma di poterlo resuscitare e, con un plateale gesto della mano, ordina al morto di alzarsi; la finta salma si scuote e balza in piedi tra la gioia di tutti. Il Mago allora rivela di essere il vero Pulcinella mentre il morto era Furbo, suo amico. Coviello e Florindo, ignari della cosa, tornano in scena travestiti da Pulcinella, sperando così di avere finalmente successo con le fanciulle. Riappare quindi il vero Pulcinella che, infuriato, prende tutti a calci. Furbo assume allora le sembianze del Mago e obbliga il Dottore e Tartaglia a benedire le nozze delle rispettive figlie con i cavalieri; infine anche Pulcinella si riavvicina all'amata Pimpinella.

## La musica
Stravinskij con Pulcinella inizia a muoversi su un terreno molto diverso da quello esplorato precedentemente, abbandonando il principio ispiratore della tradizione popolare russa e ponendo come essenza della sua scrittura forme o materiali attinti direttamente dal passato. Qui la base tematica è tratta interamente da musiche di Pergolesi e da altre all'epoca a lui attribuite.
I manoscritti trovati da Djagilev comprendevano tre opere, Lo frate 'nnamorato del 1732, Adriano in Siria del 1734, Il Flaminio del 1735 e alcune Sonate a tre per due violini e basso continuo. All'epoca si pensava che tutte queste musiche fossero state scritte da Pergolesi, in realtà molte fanno parte di un gran numero di falsi scritti da altri autori e fatti passare per autentici dopo la morte del musicista di Jesi. Infatti, recentemente, dopo accurate ricerche filologiche, si è appurato che solo otto dei brani di Pulcinella sono autentici, mentre gli altri sono opera di Domenico Gallo, Unico Wilhelm van Wassenaer, Alessandro Parisotti e altri ancora attribuiti a Carlo Ignazio Monza. Stravinskij si era innamorato di quelle musiche, vere o false che fossero, e man mano che procedeva nello studio trovava sempre più una affinità spirituale o meglio sensoriale con il loro autore. In quei brani egli cercava proprio la verve napoletana, schietta nella sua veste popolare, dal ritmo vivace e avvincente.
Stravinskij non operò alcun cambiamento delle linee melodiche dei brani da lui utilizzati, anche i bassi sono rimasti immutati seppure con una certa libertà di scrittura; quello che cambia sostanzialmente è la struttura armonica, la dissonanza e la poliarmonia entrano nell'ambito settecentesco e lo rendono più mordente. Anche il ritmo viene spesso spezzato da sincopi e da spostamenti di accento con procedimenti tipicamente stravinskijani; l'aspetto strumentale è invece totalmente innovativo. L'intervento di Stravinskij sulle musiche di Pergolesi, di Gallo e degli altri è sempre riconoscibile, anche in brani pochissimo rielaborati. 
I ruoli vocali non corrispondono ai personaggi in scena; come già ne Les noces, i cantanti eseguono melodie in carattere, duetti, trii, serenate, inframmezzati all'azione scenica.
«Pulcinella fu la mia scoperta del passato, l'epifania attraverso la quale tutto il mio lavoro ulteriore divenne possibile. Fu uno sguardo all'indietro, la prima di molte avventure amorose in quella direzione». L'affermazione di Stravinskij sottolinea come da allora in poi la rivisitazione del passato diverrà il punto di partenza delle sue opere che verranno definite neoclassiche; il musicista infatti, in seguito, si avvicinerà ad altri autori del passato, da Čajkovskij a Rossini.

## Movimenti
Questa la ricostruzione filologica fatta dal professor Helmut Hucke di Francoforte. Quando non diversamente specificato, si tratta di composizioni di Pergolesi.
- 1. Ouverture. (Dal primo movimento della prima Sonata a tre, in Sol maggiore, di Domenico Gallo) - Allegro moderato
- 2. Serenata. «Mentre l'erbetta pasce l'agnella» (Da Il Flaminio, atto I, Pastorale di Polidoro) - Larghetto
- 3. Scherzino. (Dal primo movimento della seconda Sonata a tre, in Si bemolle maggiore, di Domenico Gallo) - Allegro
- Poco più vivo. «Benedetto, maledetto» (Da Il Flaminio, atto III, Canzone di Checca) - questo brano non ha numero
- 4. Allegro. (Dal terzo movimento della seconda Sonata a tre, in Si bemolle maggiore, di Domenico Gallo)
- 5. Andantino. (Dal primo movimento dell'ottava Sonata a tre, in Mi bemolle maggiore, di Domenico Gallo)
- 6. Allegro. «Gnora crediteme ch'accossì è» (Da Lo frate 'nnamorato, atto I, Aria di Vannella)
- 7. Allegretto. «Contento forse vivere» (Dalla Cantata Luce degli occhi miei / Aria tratta da Adriano in Siria (1734) e parodiata in L'Olimpiade (1735))
- 8. Allegro assai. (Dal terzo movimento della terza Sonata a tre, in Do minore, di Domenico Gallo)
- 9. Allegro (alla breve). «Con queste paroline» (Da Il Flaminio, atto I, Aria di Vastiano)
- 10. Largo (Trio). «Sento dire no' ncè pace» (Da Lo frate 'nnamorato, atto III, Arioso di Ascanio) - Allegro. «Chi disse cà la femmena» (Da Lo frate 'nnamorato, atto II, Canzone di Vannella) - Presto (Duetto). «Ncè sta quaccuna pò / Una te fa la nzemprece» - Larghetto
- 11. Allegro (alla breve). (Dal terzo movimento della settima Sonata a tre, in Sol minore, di Domenico Gallo)
- 12. Tarantella. (Dal quarto movimento del Concerto armonico n. 2, in Si bemolle maggiore, di Unico Wilhelm van Wassenaer)
- 13. Andantino. «Se tu m'ami» (Dalle Arie antiche di Alessandro Parisotti)
- 14. Allegro. (Dalla Suite per clavicembalo n. 1, in Mi maggiore, attribuita a Carlo Ignazio Monza) - Rondò
- 15. Gavotta con due variazioni. (Dalla Suite per clavicembalo n. 3, in Re maggiore, attribuita a Carlo Ignazio Monza) - Gavotta - Variazione I: Allegretto - Variazione II: Allegro più tosto moderato
- 16. Vivo. (Dal quarto movimento della Sinfonia (sonata) per violoncello e basso continuo, in Fa maggiore, di incerta attribuzione)
- 17. Tempo di minuetto. «Pupillette, fiammette d'amore» (Da Lo frate 'nnamorato, atto I, Canzone di Don Pietro) - Molto moderato (Trio)
- 18. Allegro assai. (Dal terzo movimento della dodicesima Sonata a tre, in Mi maggiore, di Domenico Gallo)

## Organico
Soprano, tenore, basso; orchestra composta da due flauti, due oboi, due fagotti, due corni, tromba, trombone, archi (di cui cinque soli: due violini, viola, violoncello, contrabbasso).

## Altre realizzazioni coreografiche
- Nel 1925 Andrej Lopukhov rappresentò Pulcinella a Leningrado al Teatro Kirov.
- Kurt Jooss nel 1932 realizzò il balletto all'Opera di Essen.
- Leon Woizikowsky creò nel 1935, con la propria compagnia, I due pulcinella sempre con la musica di Stravinskij, a Londra al Coliseum Theatre.
- Maurice Béjart nel 1957 mise in scena il suo Pulcinella a Liegi con scene e costumi di Bernard Daydé.
- Nel 1971 Massine rielaborò la sua coreografia creando una nuova realizzazione per il Teatro alla Scala.
- George Balanchine e Jerome Robbins misero in scena Pulcinella il 23 giugno 1972 con il New York City Ballet per il Festival dedicato a Stravinskij.
- Nel 2007 il Teatro Comunale di Bologna ha curato un allestimento del balletto, con la regia di Lucio Dalla e la coreografia di Luciano Cannito, che ha spostato l'azione a New York.